# 2736 Ops
2736 Ops eller 1979 OC är en asteroid i huvudbältet som upptäcktes den 23 juli 1979 av den amerikanske astronomen Edward L.G. Bowell vid Anderson Mesa Station. Den är uppkallad efter gudinnan Ops i den romerska mytologin.
Asteroiden har en diameter på ungefär 3 kilometer.